# همه‌گیری خودکشی
همه‌گیری خودکشی زمانی است که به هر سببی خودکشی کردن در آن دوره زمانی ویژه در جامعه همه‌گیر می‌شود. از جمله مثال‌های این نوع همه‌گیری می‌توان به همه‌گیری خودکشی در شوروی در دهه ۱۹۹۰، خودکشی گروهی در میان افسران پلیس، خودکشی همگانی در مهمان‌خانه‌های هند، و خودکشی همگانی درمیکرونزی اشاره کرد. همه‌گیری خودکشی معمولاً با خودکشی تقلیدی در ارتباط است و زمانی اتفاق می‌افتد که یک مشوق عمومی برای انجام آن در بین جامعه ایجاد شده باشد. گفته شده که آموزش داستان‌هایی همچون رومئو و ژولیت به جوانان و نوجوانان ممکن است احتمال خطر خودکشی را افزایش دهند.